# لابراتوار فیلمساز
لابراتوار فیلمساز یک لابراتوار خصوصی ظهور و چاپ فیلم‌های سینمایی در ایران بود.
این شرکت که در سال ۱۳۴۶ در تهران با سهام عبدالحسین شادیاخی، بیژن جزنی، اسحق فنزی، منوچهر کلانتری، هارون یشایایی، گریوم هایراپتیان و اسماعیل فیجانی تأسیس شد بخش عمدهٔ فعالیت آن از بدو تأسیس تا اواخر دههٔ ۱۳۵۰ ظهور و چاپ فیلم‌های تبلیغاتی بود اما از دههٔ ۱۳۶۰ شرکت فیلمساز به یکی از اصلی‌ترین لابراتوارهای ظهور و چاپ فیلم‌های سینمایی در ایران تبدیل شد.
این لابراتوار که نقش مهمی در سینمای ایران داشته‌است در اوایل سال ۱۳۹۳ به دلیل دیجیتالی شدن صنعت سینما تعطیل شد.